# Honoré II (prince de Monaco)
Pour les articles homonymes, voir Honoré II.
Honoré II (monégasque : Unuratu IIdu), né en 1597 et mort en 1662, est le fils d’Ercole Grimaldi, seigneur de Monaco (1562–1604) et de Maria Landi (en) de Val di Taro († 1599).
D'abord seigneur de Monaco (1604) à la mort de son père, il prend le premier en 1612 le titre de prince de Monaco.

## Biographie
Il se retrouve à la tête de Monaco à l'âge de six ans, la régence étant assurée par son oncle, Federico Landi, le frère de sa mère.
Monaco est reconnue en 1612 en tant que « principauté » par le Roi d'Espagne. Dans le cadre du traité de Péronne (1641), Honoré II place la principauté de Monaco sous le protectorat de la France et perd de ce fait ses terres espagnoles et leurs revenus. Le roi Louis XIII prévoit de lui donner en compensation le duché de Valentinois, le marquisat des Baux, le comté de Carladès, la cité de Chabeuil, les baronnies de Calvinet, du Buis et la seigneurie de Saint-Rémy-de-Provence : ce qui fut matérialisé au moyen de lettres patentes remises à Saint-Germain-en-Laye en février 1643.
Se titrait ensuite : « prince de Monaco, duc de Valentinois, marquis des Baux, comte de Carladès, baron de Calvinet et du Buis, seigneur de Saint-Rémy. »

## Mariage et enfants
Il se marie en 1616 avec Ippolita Trivulzio († 1638) dont il a :
- Hercule Grimaldi (1623 – 1651)

## Armoiries
| Blason | Blasonnement : Fuselé d'argent et de gueules. |